# Salluca psittica
Salluca psittica är en fjärilsart som beskrevs av William Schaus 1906. Salluca psittica ingår i släktet Salluca och familjen tandspinnare. Inga underarter finns listade.